# عثمان بن عمارة المري
عثمان بن عمارة المري ، وليَ إرمينية وأذربيجان في عهد أبو عبدالله المهدي و وليَ سجستان في عهد هارون الرشيد وهو أخ عامر بن عمارة الملقب بأبو الهيذام المري 

## نسبه
وهو عثمان بن عمارة بن خريم بن عمرو بن الحارث بن خارجة بن سنان بن أبي حارثة بن مرة بن نشبة بن غيظ بن مرة بن عوف بن سعد بن ذبيان بن بغيض بن ريث بن غطفان بن سعد بن قيس عيلان.

## مقتله
قتله عامل هارون الرشيد في سجستان فثار أخاه أبو الهيذام المري عندما سمع خبر مقتل أخاه ، فخرج من الشام وجمع جمعًا عظيما وقال يرثي أخاه :
سأبكيك بالبيض الرقاق وبالقنا
فإن بها ما يدرك الطالب الوترا
ولسنا كمن ينعي أخاه بغيره
يعصرها من ماء مقلته عصرًا
وإنا أناس ما تفيض دموعنا
على هالك منا وإن قصم الظهرا
ولكنني أشفي الفؤاد بغارة
ألهب في قطري كتائبها جمرًا